# Протасова (Иркутская область)
Протасова — деревня в Черемховском районе Иркутской области России. Входит в состав Булайского муниципального образования. Находится примерно в 18 км к юго-западу от районного центра.

## Население
| 2002 | 2010 | 2011 | 2012 |
| ---- | ---- | ---- | ---- |
| 46   | ↘32  | →32  | ↗33  |